# 昭和大橋 (広島市)
昭和大橋（しょうわおおはし）は、広島県広島市の天満川に架かる道路橋。上り線（上流側）と下り線（下流側）の2つの橋からなる。

## 概要
元々は戦中に作られた橋であり、現在の橋は1978年に架け替えられたもの。広島市道霞庚午線（幅員23m）に架かる橋であり、平成初期までは天満川の最下流側に架かる橋であったが2014年に観音大橋が完成している。
東詰下流側に広島県立広島商業高等学校があり、さらに道沿いに東へ行くと広電舟入南電停、さらに行くと吉島橋にたどり着く。西詰から250m先の空港通りを南に250m行くと広島県総合グランドに、西詰めからそのまままっすぐ行くと庚午橋にたどり着く。

## 歴史
この両岸である観音および舟入・江波は昭和初期に造成されたものであり、第一次世界大戦以降に計画された太田川水系河口すべてに一大軍需工場地帯を整備することになった時に整備された土地である。この際県側の誘致と大日本帝国海軍の要請により、江波に三菱重工業の造船・造機工場（現在の三菱重工業広島製作所）の建設が決定した。そこで観音や庚午新開に三菱の工員用住宅地が確保され、そこから江波の三菱工場まで連絡橋の建設を三菱側は行政に要望してきた。1944年（昭和19年）、三菱が1/2・広島県と広島市がそれぞれ1/4ずつ負担し、簡易な仮木桁橋としてこの昭和大橋と庚午橋が架設された。
1945年（昭和20年）8月6日広島市への原子爆弾投下により被爆（爆心地から2.85km）。落橋どころか損傷もなく、避難民が江波から観音さらに西へと続々と渡って行った。しかし同年9月、枕崎台風による水害により落橋してしまった。この枕崎台風と同年10月の阿久根台風による水害により、天満川に架かる橋は最上流の横川橋を残してすべて落橋してしまう。
このため早期に復旧工事が決まり1947年（昭和22年）起工、1951年（昭和26年）車道専用の鉄筋コンクリート桁橋として再架橋された。その後、天満川護岸整備および霞庚午線整備にともない1979年（昭和54年）、上流側は広島市、下流側は建設省中国地方建設局により、2橋からなる現在のものに架け替えられている。

## ギャラリー

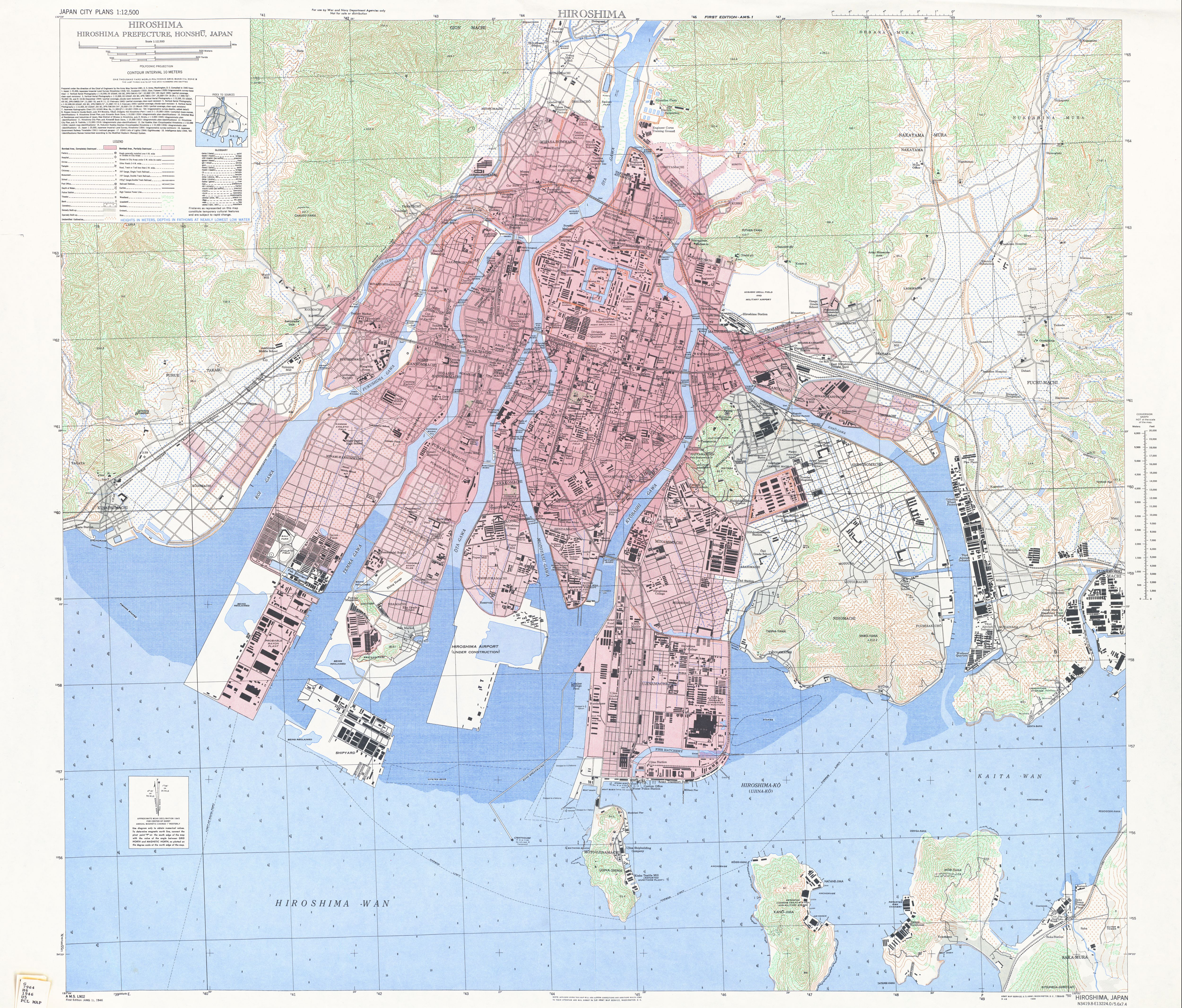
1945年米軍作成の広島市地図。現在地に昭和大橋が確認できる。ただ庚午橋はこれには描かれていない。
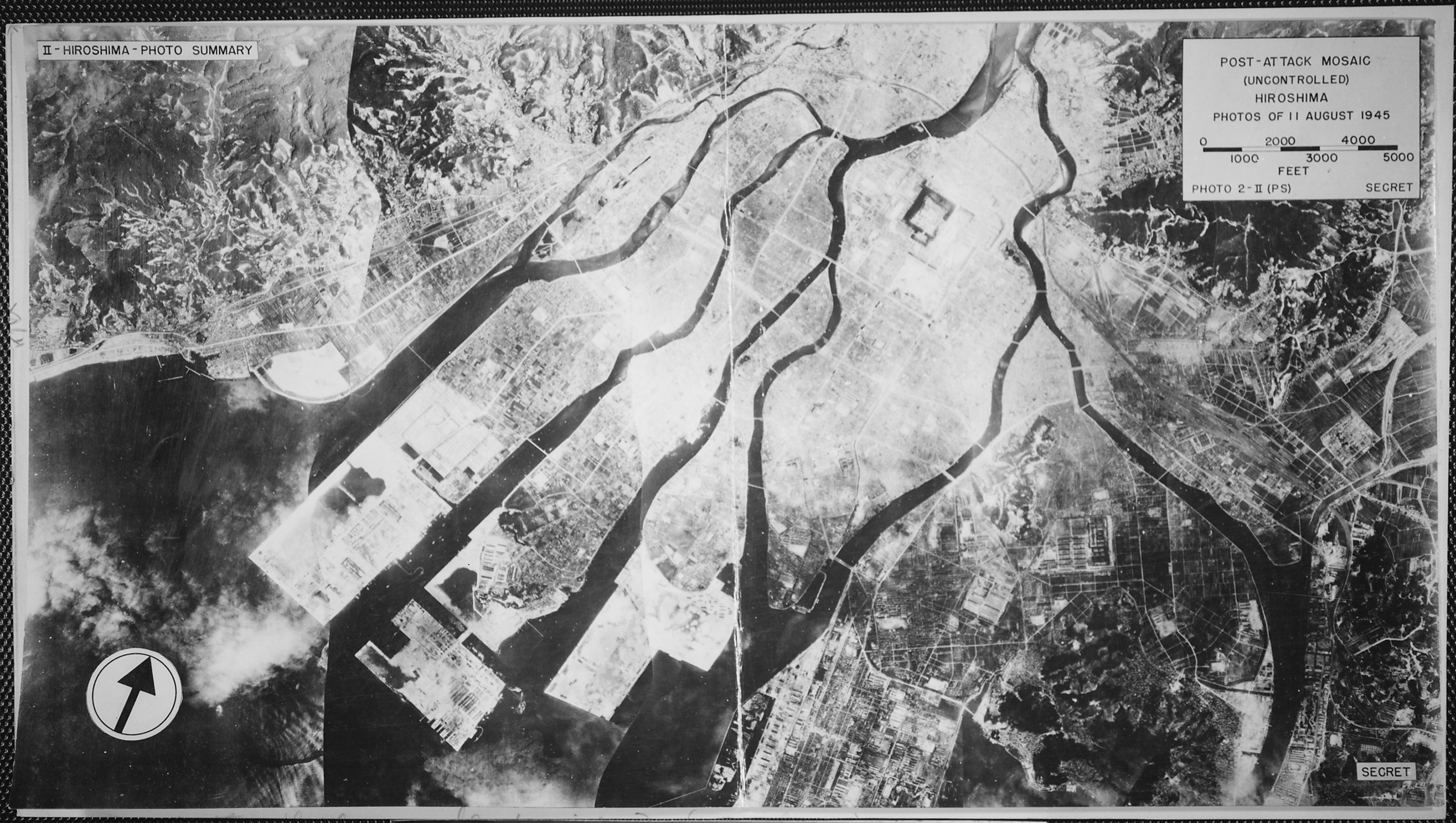
1945年被爆後の広島市。落橋していないとわかる。
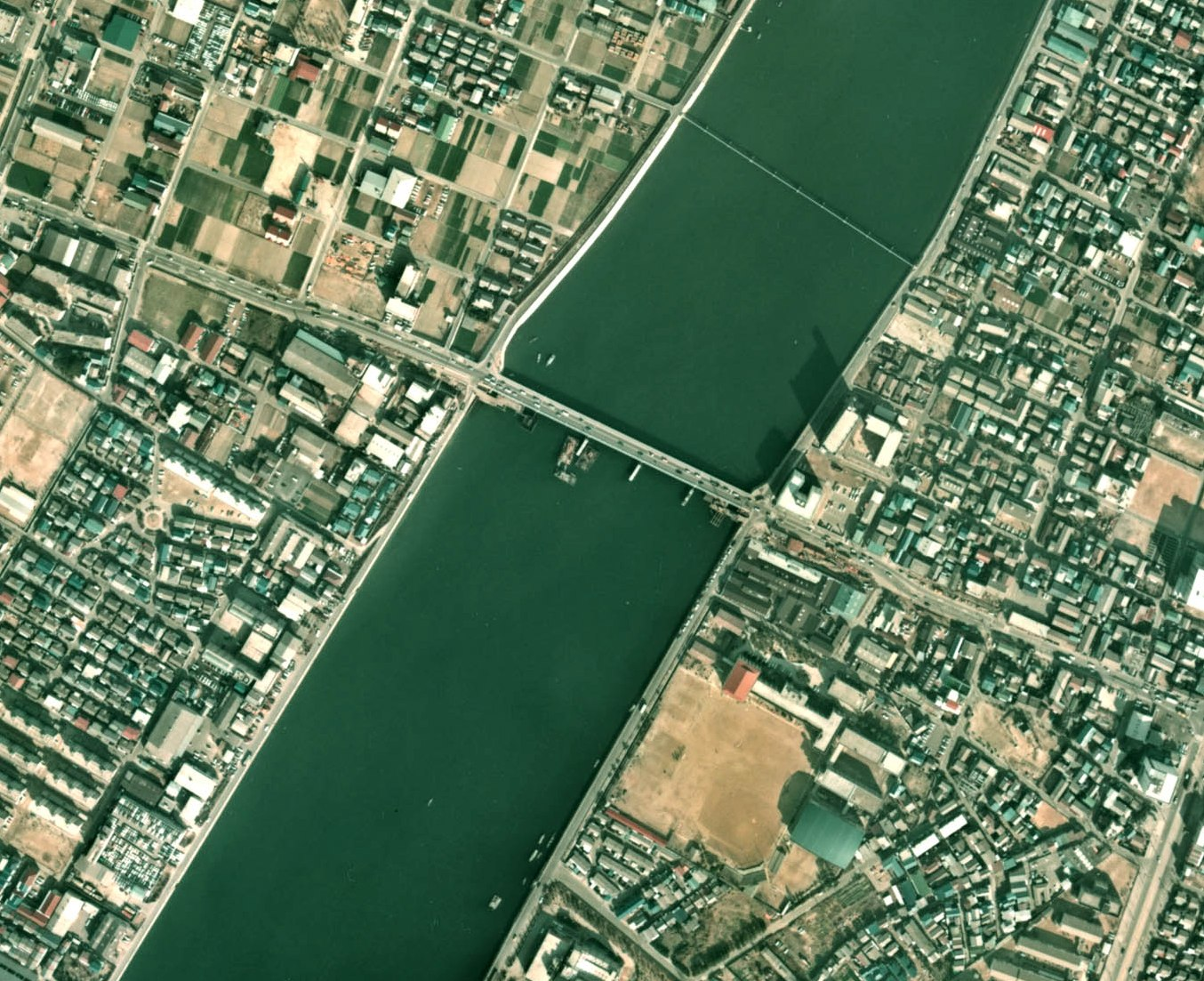
1974年[4]。上流橋竣工、下流橋工事中。
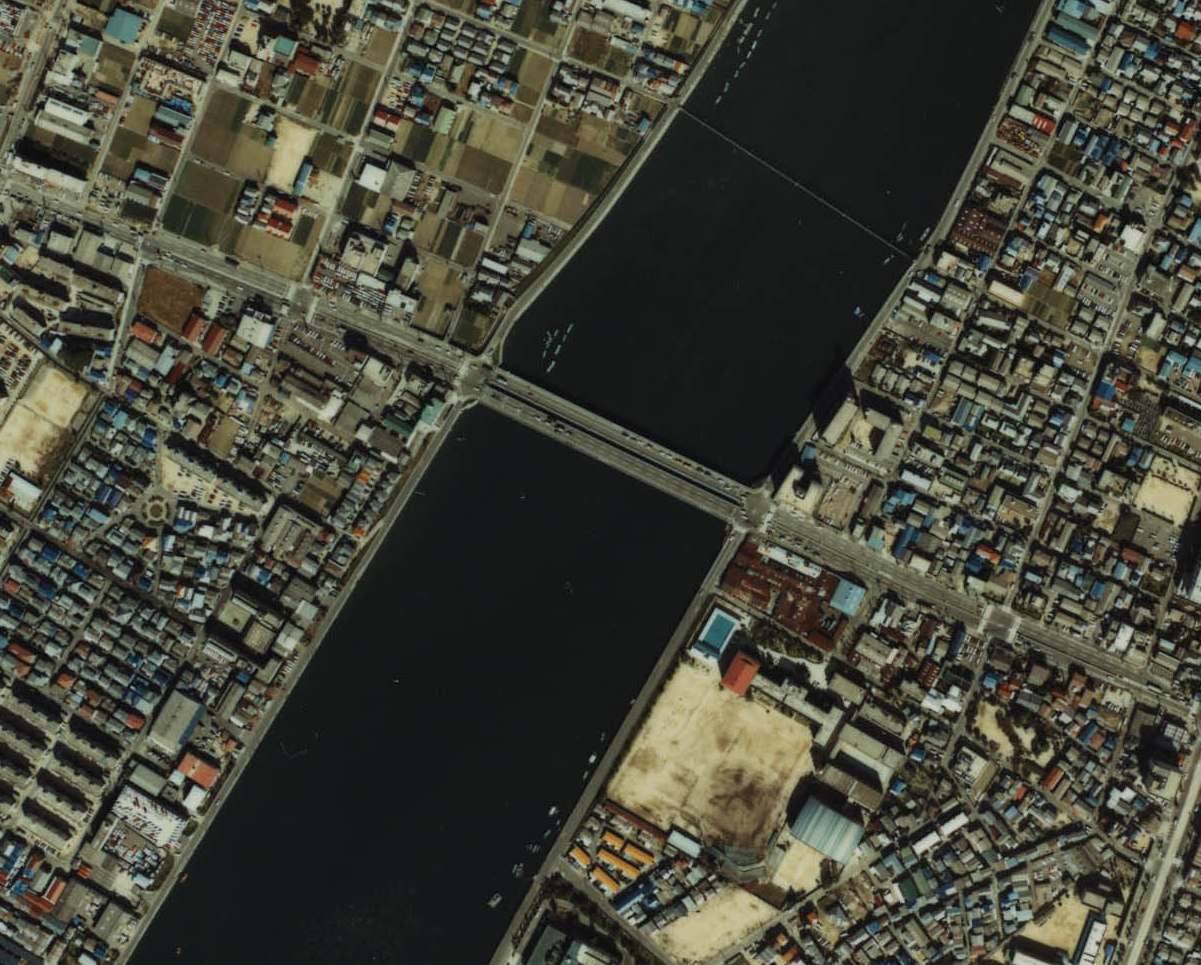
1981年[4]。竣工後。
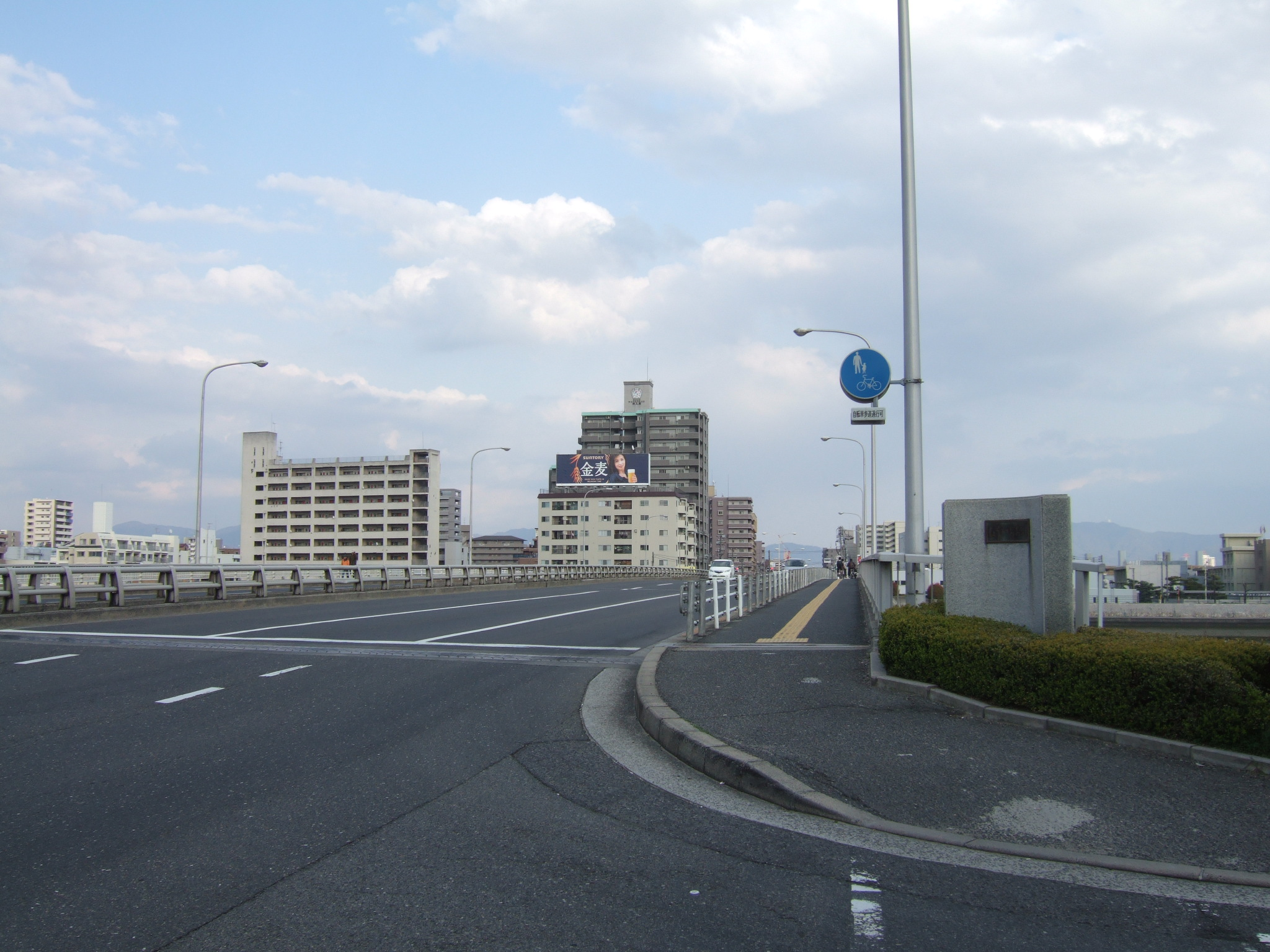
西詰。

## 参考資料
- 四国五郎『広島百橋』春陽社出版、1975年。ASIN B000J9FFA2。
- 広島市『広島原爆戦災誌』（PDF）（改良版）、2005年（原著1971年）。オリジナルの2013年12月3日時点におけるアーカイブ。2014年3月22日閲覧。
- 松尾雅嗣、谷整二「広島原爆投下時の一時避難場所としての川と橋」（PDF）『広島平和科学』第29巻、広島大学、2007年、1-25頁、2014年3月22日閲覧。
- 昭和大橋